# Isole delle Kiribati
Le isole della Repubblica di Kiribati si compongono di 32 atolli corallini e di un'isola alta, Banaba. Queste isole sono disperse su tre gruppi che formano le Kiribati: le isole Gilbert, della Fenice e le Sporadi equatoriali. La maggior parte sono scarsamente popolate se non disabitate. Parte delle isole della Fenice costituiscono la terza più vasta area protetta marina nel mondo .

## Isole Gilbert
| Immagine | Isola (Nome precedente) | Superficie (km²) | Laguna area (km²) | Coordinate            | Tipo            | Popolazione (2005) |
| -------- | ----------------------- | ---------------- | ----------------- | --------------------- | --------------- | ------------------ |
|          | Abaiang                 | 28               | 232.5             | 1°51′N 172°58′E       | Atollo          | 5,502              |
|          | Abemama                 | 23               | 132.4             | 0°24′N 173°52′W       | Atollo          | 3,404              |
|          | Aranuka                 | 15.5             | 19.4              | 0°11′N 173°36′E       | Atollo          | 1,158              |
|          | Arorae                  | 26               | 0                 | 2°38′S 176°49′E       | Atollo          | 1,256              |
|          | Beru                    | 21               | 38.9              | 1°20′00″S 176°00′00″E | Atollo          | 2,169              |
|          | Butaritari (Makin)      | 11.7             | 191.7             | 3°10′04″N 172°49′33″E | Atollo          | 3,280              |
|          | Kuria                   | 12.7             | ?                 | 0°55′00″N 173°00′00″E | Atollo          | 1,082              |
|          | Maiana                  | 27               | 98.4              | 1°50′00″N 173°01′00″E | Atollo          | 1,908              |
|          | Marakei                 | 10               | 19.6              | 2°01′N 173°17′E       | Atollo          | 2,741              |
|          | Makin                   | 5.4              | See Butaritari    | 3°10′04″N 172°49′33″E | Atollo          | 2,385              |
|          | Nikunau                 | 18               | 0                 | 1°22′S 176°28′E       | Atollo          | 1,912              |
|          | Nonouti                 | 25               | 370.4             | 0°40′S 174°21′E       | Atollo          | 3,179              |
|          | Onotoa                  | 13.5             | 54.4              | 1°52′S 175°34′E       | Atollo          | 1,644              |
|          | Tabiteuea               | 38               | 365.2             | 1°20′S 174°50′E       | Atollo          | 4,898              |
|          | Tamana                  | 5.2              | 0                 | 2°30′S 175°59′E       | Isola corallina | 875                |
|          | Tarawa                  | 31               | 343.6             | 1°25′N 173°02′E       | Atollo          | 45,989             |
|          |                         | 317.5            | 1866.5            |                       |                 | 83,683             |

## Sporadi equatoriali
| Immagine | Isola (Nome precedente)            | Superficie (km²) | Laguna area (km²) | Coordinate                 | Tipo            | Popolazione (2005) |
| -------- | ---------------------------------- | ---------------- | ----------------- | -------------------------- | --------------- | ------------------ |
|          | Isola Carolina                     | 3.8              | 2.5               | 9°56′13.13″S 150°12′41.4″W | Atollo          | 0                  |
|          | Flint                              | 3.2              | -                 | 11°25′48″S 151°49′09.12″W  | Atollo          | 0                  |
|          | isola Christmas (Christmas Island) | 321              | 324               | 1°53′N 157°24′W            | Atollo          | 5,115              |
|          | Malden                             | 39.3             | ?                 | 4°03′S 154°59′W            | Atollo          | 0                  |
|          | Starbuck                           | 16.2             | 25                | 5°37′S 155°56′W            | Isola corallina | 0                  |
|          | Tabuaeran (Isola Fanning)          | 33.7             | 110               | 3°52′N 159°22′W            | Atollo          | 2,539              |
|          | Teraina (Isola Washington)         | 7.4              | 0 (enclosed lake) | 4°43′N 160°24′W            | Atollo          | 1,155              |
|          | Vostok                             | 0.2              | -                 | 10°06′S 152°25′W           | Atollo          | 0                  |
|          |                                    | 428.4            | 461.5             |                            |                 | 8,809              |

## Isole della Fenice
| Immagine | Isola (Nome precedente)    | Superficie (km²) | Laguna area (km²) | Coordinate      | Tipo   | Popolazione (2005) |
| -------- | -------------------------- | ---------------- | ----------------- | --------------- | ------ | ------------------ |
|          | Abariringa (Isola Canton)  | 9.1              | 50                | 2°50′S 171°40′W | Atollo | 41                 |
|          | Birnie                     | 0.2              | ?                 | 3°35′S 171°33′W | Atollo | 0                  |
|          | Enderbury                  | 5.1              | ?                 | 3°08′S 171°05′W | Atollo | 0                  |
|          | Manra (Isola Sydney)       | 4.4              | ?                 | 4°27′S 171°16′W | Atollo | 0                  |
|          | Isola di McKean            | 0.6              | ?                 | 3°36′S 174°08′W | Atollo | 0                  |
|          | Nikumaroro (Isola Gardner) | 4.1              | 4                 | 4°40′S 174°31′W | Atollo | 0                  |
|          | Orona (Isola Hull)         | 3.9              | 30                | 4°30′S 172°10′W | Atollo | 0                  |
|          | Rawaki (Isola Phoenix)     | 0.5              | 0.5               | 3°43′S 170°43′W | Atollo | 0                  |
|          |                            | 27.9             | 84.5              |                 |        | 41                 |

## Ovest delle Gilbert
| Immagine | Isola (Nome precedente) | Superficie (km²) | Laguna area (km²) | Coordinate            | Tipo            | Popolazione (2005) |
| -------- | ----------------------- | ---------------- | ----------------- | --------------------- | --------------- | ------------------ |
|          | Banaba                  | 6.5              | 0                 | 0°51′34″S 169°32′13″E | Isola corallina | 301                |
|          |                         | 6.5              | 0                 |                       |                 | 301                |